# William Baker
Pour les articles homonymes, voir Baker.
Sir William Baker (né le 5 novembre 1705 et décédé le 23 janvier 1770) est un homme d'affaires et un homme politique anglais. Il fut le onzième gouverneur de la Compagnie de la Baie d'Hudson de 1760 à 1770. Il fut député pour la circonscription de Plympton Erle au Parlement du Royaume-Uni de 1747 à 1768.